# Мисливці на тролів
«Мисливці на тролів» (норв. Trolljegeren, англ. The Troll Hunter) — норвезький пригодницький фільм 2010 року, виконаний у псевдодокументальній формі. Автор сценарію і режисер Андре Евредал.
Фільм подано як знайдене відео, відзняте групою студентів. Шукаючи в лісах Норвегії браконьєрів, вони натрапляють на чоловіка, що полює на справжніх тролів.

## Сюжет
Група студентів Волдського університетського коледжу, Томас, Калле та Йоанна, знімає документальний фільм про браконьєрство ведмедів у лісах Норвегії. Вони підозрюють в цьому похмурого та відлюдькуватого Ганса, що подорожує по країні у трейлері. Коли вони намагаються взяти в Ганса інтерв'ю, він відповідає неохоче і проганяє їх геть, але студенти продовжують слідкувати за ним. Ганс, намагаючись не привертати уваги, виконує дивні заняття, що тільки укріплює підозри. Вночі студенти їдуть за ним у ліс і виходять зі свого авто. Несподівано вони бачать миготливі вогні і лунає жахливий рев. Ганс біжить назад до свого авто, кричучи «Троль!». Студенти ховаються у Гансовій машині, але одного з них ранить невідома істота, що гналася слідом. Пізніше студенти бачать, що їхня машина розтрощена, а її шини погризені. Ганс пояснює, що за ними гнався троль, і дозволяє зафільмувати його полювання на тролів за умови, якщо студенти чітко виконуватимуть його накази.
Наступного студенти зустрічаються із Гансом. Він запитує чи хтось із присутніх не є християнином, тому що тролі ненавидять християн. Вони запевнили його, що християн серед них немає. Ганс показує струмок і наказує добре вимитися й натертися шерстю троля, щоб замаскувати людський запах. Також дає всім ліхтарики, які називає зброєю. Потім вони вирушають вглиб лісу і чекають на троля. З хащів виходить гігантський троль з трьома головами. Студенти ховаються в лісі, а Ганс спрямовує на чудовисько світло ультрафіолетового прожектора з авто, що перетворює троля на камінь. Ганс маскує місце події, розбиваючи скам'яніле чудовисько та лишаючи поряд труп ведмедя, на якого можна списати руйнування. Хоча студенти дуже налякані, вони все ж вирішують і далі супроводжувати Ганса й документувати його роботу. Ганс пояснює, що має намір вбити всіх тролів, які втекли зі своїх територій і дізнатися, що спричинило їхню масову втечу.
Далі Ганс розповідає про свою роботу. Він — єдиний в країні мисливець на тролів, існування яких влада прагне приховати від громадськості. Існує Служба охорони тролів (СОТ), яка надає йому обладнання і яка відслідковує їхнє переміщення за пошкодженням ліній електропередач. Тролі вразливі до світла, особливо ультрафіолету, тому вибираються зі своїх сховків лише вночі або в хмарну погоду. Ганс незадоволений малою платнею за свою небезпечну роботу, тож планує використати відео студентів аби змусити владу гідно винагороджувати його зусилля.
За кілька днів студенти фільмують наступне полювання, де приманкою слугують цапи на мосту. Ганс бере зразок крові в троля та відвозить його ветеринарці з СОТ, проте результатів потрібно чекати декілька днів. Потім група, слідкуючи за поваленим лісом, знаходить занедбану шахту, де виявляє сліди цілої зграї тролів. Тролі несподівано повертаються і тоді Келле зізнається, що він християнин. За його запахом тролі знаходять решту людей, Келле гине, а іншим студентам вдається дістатися до світла.
Група бере для зйомок мусульманку Маліку, хоча Ганс не впевнений як на неї зреагують тролі. Вони знаходять сліди велетенського троля йотуна, та Фінн в цей час занедужує. Ганс отримує результати аналізу крові й дізнається, що троль, який вкусив Фінна, був хворий на сказ. Ганс розуміє, що йотун і є джерелом хвороби, тому планує вбити його спеціальною світловою ракетою. Група натрапляє на йотуна, котрий перевертає їхнє авто, вивівши з ладу прожектор. Проте Гансу вдається поцілити в троля ракетою та перетворити істоту на камінь. Після цього мисливець на тролів пішки йде до свого найближчого сховку, а студентам наказує тікати. Однак, урядові агенти наздоганяють їх і схоплюють, а відекамера губиться.
В епілозі повідомляється, що попри знайдене відео, доля студентів лишається нез'ясованою. Завершується фільм уривком з новин. Прем'єр-міністр Норвегії під час інтерв'ю обмовляється, що лінії електропередач постійно руйнують тролі. Представник СОТ стурбовано дивиться на нього, проте решта присутніх не розуміють, що це було сказано всерйоз.

## У ролях
- Отто Есперсен — Ганс
- Ганс Мортен Хансен — Фінн
- Томас Альф Ларсен — Калле
- Йоганна Морк — Йоганна
- Кнут Нерум — менеджер енергетичної компанії
- Роберт Столтенберг — польський мисливець на ведмедів
- Гленн Ерланд Тостеруд — Томас
- Урміла Берг-Домаас — Маліка
- Торунн Ледемель Стоккеланд — Хільда, ветеринарка

## Оцінки й відгуки
На IMDb фільм зібрав середню оцінку 7 з 10.
Пітер Бредшоу з «The Guardian» назвав «Мисливців на тролів» псевдореалістичним фільмом жахів, виконаним у тому ж стилі, що й «Відьма з Блер» і «Кловерфілд». «Сцени з тролями самими по собі чудові, проте часом не досить страшні: вони виглядають для цього надто абсурдно. Справжній страх отримується тоді, коли тролі — це просто невидимі сили в глибинах прекрасних пейзажів».
Згідно з Ентоні Квінном з «Independent» «Фільм має сильний початок, однак коли перетинає півгодинну позначку, втрачає енергію та спрямування. Він також лишає очевидне питання: знявши тролів на камеру, хіба юні творці фільму не поширили б його на телебаченні, вмить здобувши успіх і славу?»

## Культурний вплив
«Мисливці на тролів» містить багато посилань на норвезьку культуру і, зокрема, на норвезькі народні казки. Серед них є вірування, що існують різні види тролів, такі як лісові та гірські тролі, які можна далі класифікувати на підвиди, як це зроблено у фільмі. Найвідомішим, мабуть, є «Гірський король», який згадується у п’єсі «Пер Гюнт» та музиці Едварда Гріга. Норвезька назва гірського короля Доврегуббе — це складне слово, перша частина якого використовується в назві гірського хребта Довреф’єль, де герої зустрічаються з останнім тролем.